# زمیتسا
زمیتسا (به بلغاری: Zmeitsa) یک منطقهٔ مسکونی در بلغارستان است که در شهرستان دوسپات واقع شده‌است.
 زمیتسا ۳۴٫۶۴۳ کیلومتر مربع مساحت و ۱٬۴۷۳ نفر جمعیت دارد و ۱٬۳۲۷ متر بالاتر از سطح دریا واقع شده‌است.